# TV Azteca
TV Azteca, també coneguda com a Televisión Azteca, és una empresa privada de televisió mexicana, establerta el 1993 com a resultat de la privatització de la televisió estatal Instituto Mexicano de la Televisión, "Imevisión". És una de les productores de continguts en espanyol de les més importants de Mèxic només superada per Televisa. TV Azteca emet dos canals a nivell nacional a Mèxic, Azteca 7 i Azteca Uno.